# 함종한
함종한(咸鍾漢, 1944년 1월 8일~)은 대한민국의 정치인이다. 제12·13·15대 국회의원을 지냈다.

## 학력
- 원주초등학교
- 원주중학교
- 원주고등학교
- 서울대학교 농과대학 농업교육학과 졸업
- 서울대학교 교육대학원 졸업

## 경력
- 상지대학 교수
- 민주정의당 원내부총무
- 민주정의당 정책위원회 문공분과위원장
- 강원도지사
- 한일의원연맹 간사
- 한나라당 불교신도회 회장
- 국회교육위원회 위원장
- 한나라당 총재특보 단장
- 한국스카우트연맹 제15대총재

## 역대 선거 결과
|  | 11.30% |

|  | 26.26% |

|  | 44.42% |

|  | 39.97% |

|  | 42.70% |

|  | 33.83% |

|  | 10.79% |

|  | 24.87% |